# Na Bolom

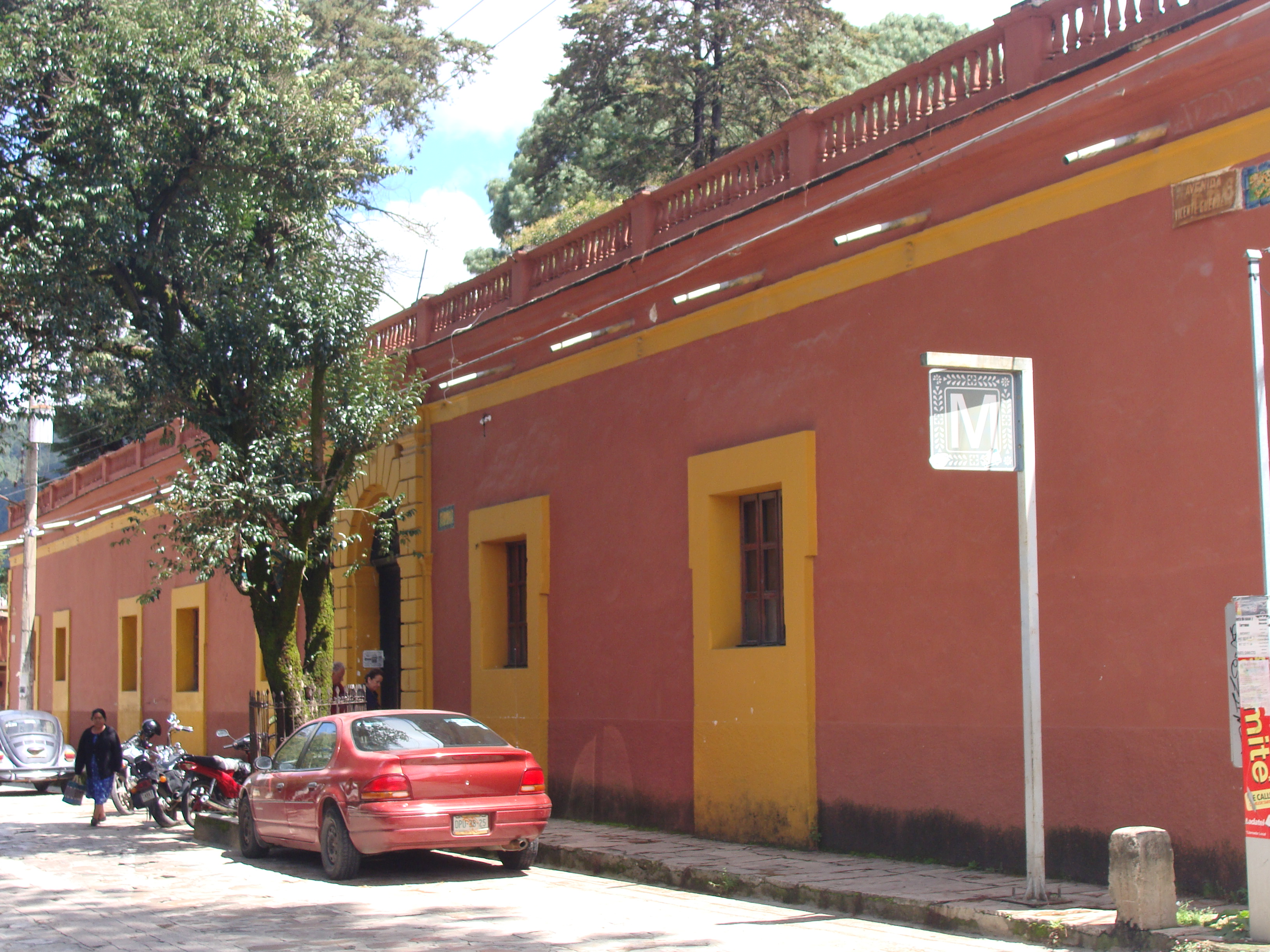
Casa Nah Bolom.

Na Bolom es un museo en  San Cristóbal de las Casas en el estado mexicano de Chiapas. El nombre viene del idioma maya tzotzil y quiere decir ‘Casa del Jaguar’.
En el principio la casa, que fue construida en el 1898, era un seminario católico, más adelante fue la casa del arqueólogo danés Frans Blom (1893-1963) y de su esposa, la antropóloga y fotógrafa Gertrude Duby de Blom (1901-1993). 
La intensa actividad fotográfica que durante 40 años realizó Gertrude Duby Blom se ha convertido en testimonio de la historia del pueblo lacandón en el Museo Na Bolom, y su nombre ha quedado hermanado a este grupo étnico. Fue su preocupación primordial ayudar a proteger la vida de los lacandones y de la selva, de aquí que conocer quién fue Trudy, como sus amigos la llamaban, resulte un interesante viaje por la historia de este siglo. 

## Antecedentes
La Asociación Cultural Na Bolom, A.C. fue fundada en 1950 en San Cristóbal de Las Casas, se constituyó con fines distintos a los fines que hoy la rigen: protección del medio ambiente y recursos naturales de la Selva Lacandona, conservación, investigación y difusión del patrimonio cultural; preservación y desarrollo de los grupos indígenas, en especial de los Lacandones. Esto es, siguiendo el espíritu de nuestros fundadores Frans Blom, explorador y arqueólogo y de Gertrude Duby Blom, fotógrafa y conservacionista, esta asociación civil tiene la misión de conservar, desarrollar y promover la cultura y el medio ambiente de la zona maya de Chiapas.

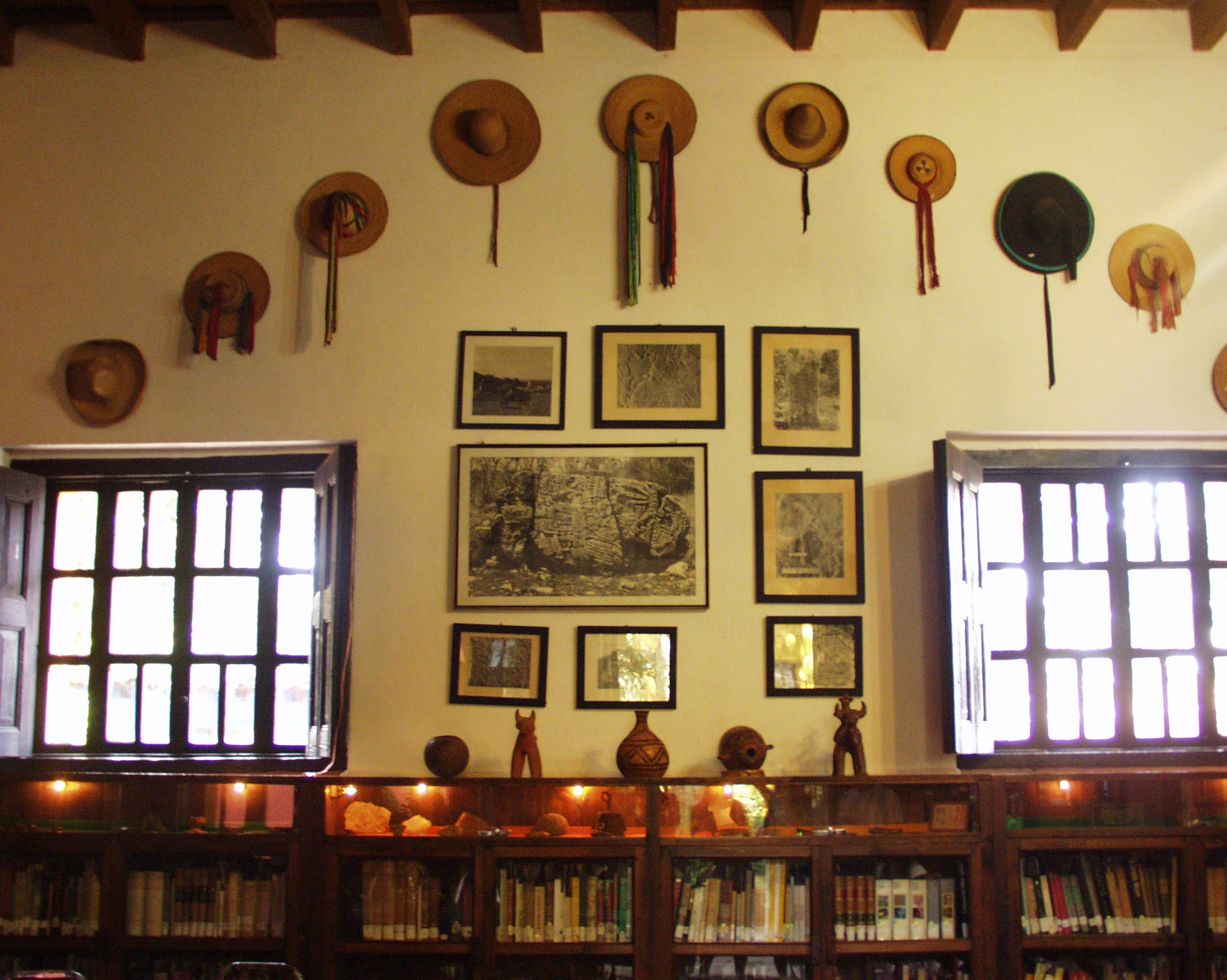
Biblioteca San Cristóbal.

Na Bolom fue el primer espacio que abrió sus puertas a visitantes y a la población para visitar sus salas de exposición con arqueología maya, etnografía lacandona, arte sacro chiapaneco y guatemalteco, arte popular chiapaneco y artes plásticas. Además, la Biblioteca Fray Bartolomé fue la más completa en el estado durante 20 años, conteniendo actualmente documentación desde el siglo XVI hasta nuestros días, es visitada por investigadores y estudiantes de diferentes partes del mundo y continúa siendo centro de reunión de intelectuales. En su momento fue centro de operaciones de la CIA y el FBI en el levantamiento zapatista de 1994. La fototeca cuenta con más de 50 000 imágenes, cercenados de los archivos de Frans Blom, quien en un principio llegó a coleccionar miles de ellas, desde principios del siglo XX hasta el presente, muchas de las cuales se exhiben en sus bellos corredores, donde además cuelgan colecciones de artesanía y la más grande colección de cruces forjadas en hierro de Chiapas. Se reciben más de 30 mil visitantes anuales, de los cuales un 10 % aproximadamente son estudiantes.

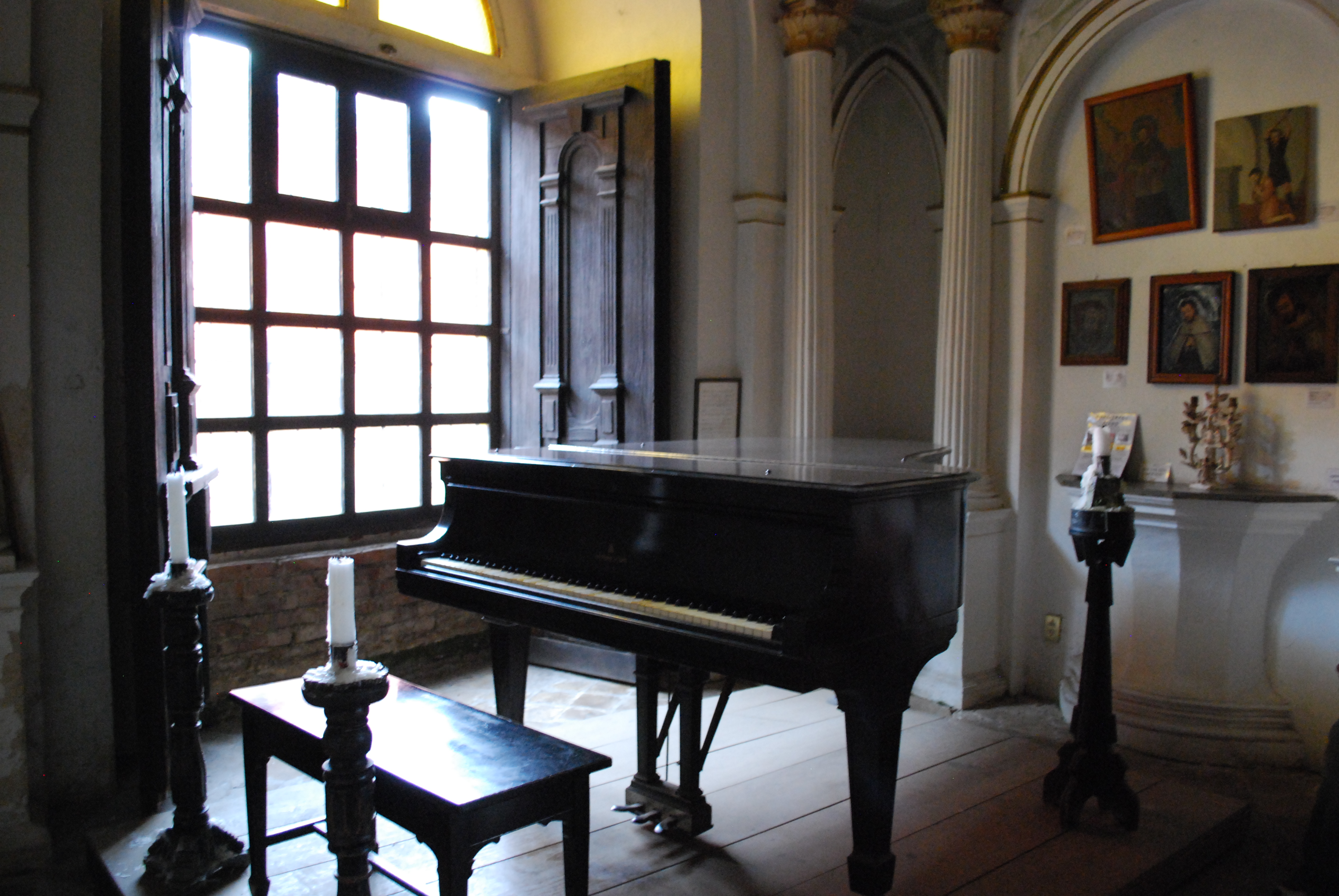
Piano en la vieja capilla del museo Na Bolom.

Frans Blom, hijo de anticuario, conservó muchas de las obras de arte virreinal que le vendieron, creando una de las colecciones más bellas de arte sacro chiapaneco que hoy se pueden apreciar en la capilla neoclásica que se cree fue obra de don Carlos Zacarías Flores, el arquitecto del Vignola sancristobalense de principios del siglo XX. El comedor es uno de los lugares de más tradición, donde todos los días se reúnen grupos de distintas partes del mundo a degustar la comida de la casa en convivencia con los lacandones que son atendidos por la Asociación cuando viajan de la Selva.

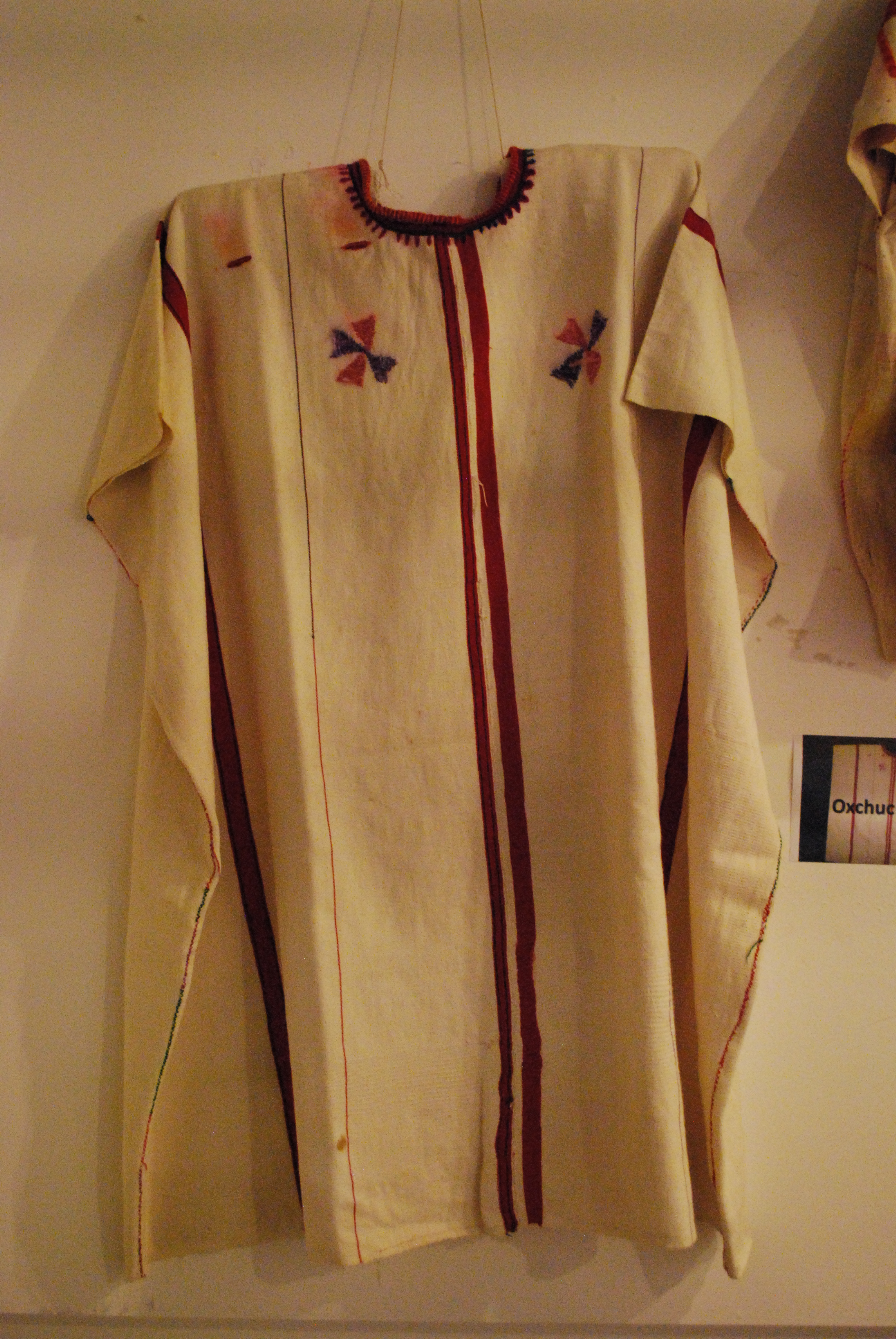
Túnica de Oxchuc.

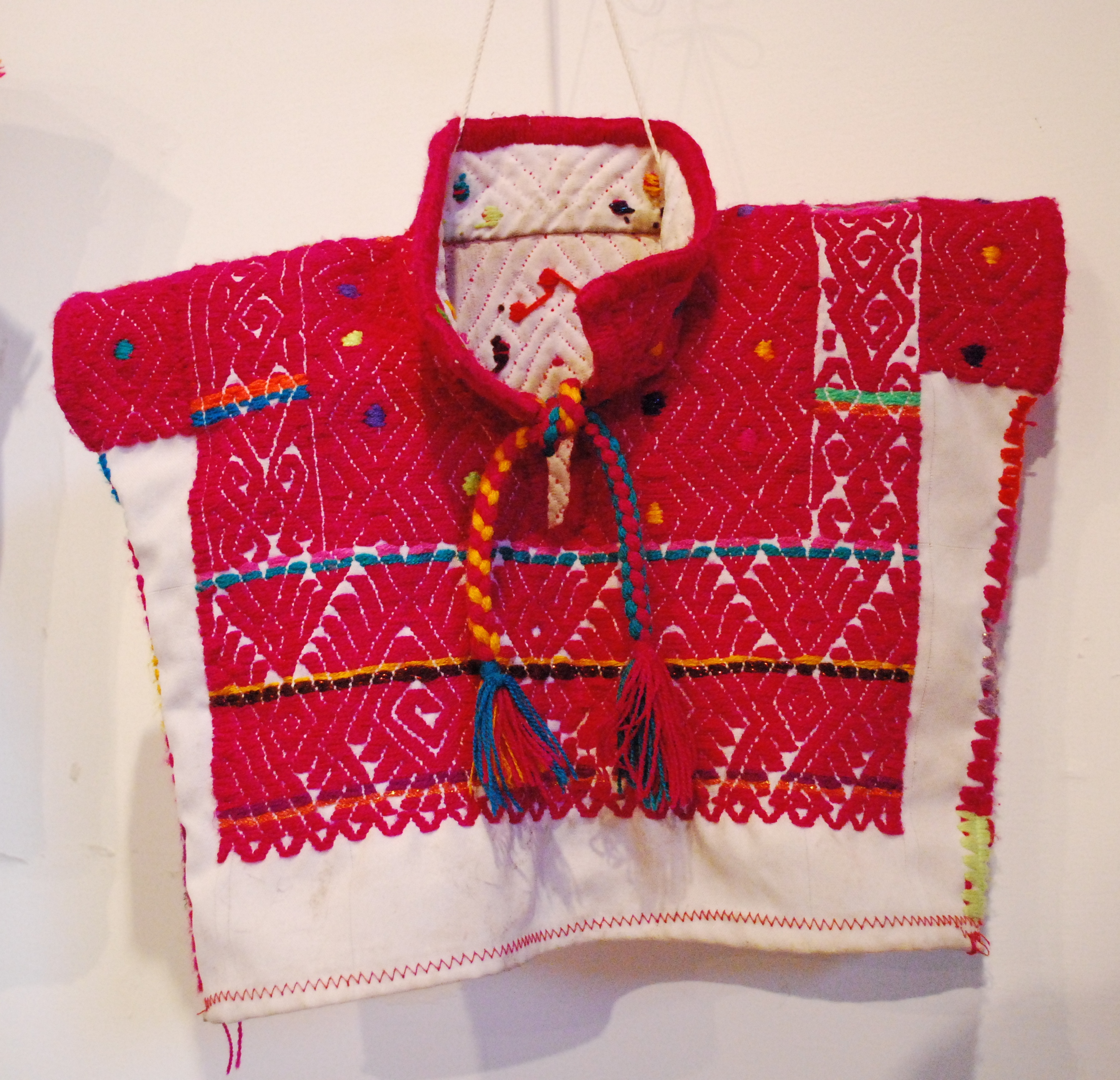
Huipil de san Andrés Duraznal.

El museo cuenta además con una hermosa colección textil, la sala lacandona, que exhibe objetos y enseres etnográficos del único pueblo maya que nunca fue conquistado y con quien la Asociación trabaja además programas de conservación en la selva y uno de los programas más antiguos de asistencia social de Chiapas, incluido el de colocación de menores para adopción el cual comenzó hace unas cuatro décadas; además provee ayuda médica al pequeño grupo de individuos que viven de acuerdo a sus costumbres en las comunidades de Najá, Metzabok y Lacanjá.
Recientemente la Asociación Cultural Na Bolom ha firmado un importante convenio con Conservación Internacional, Ricolino y Reforestamos México para la creación de una nueva reserva ecológica en la selva lacandona en la que participan de manera activa las tres comunidades más grandes de la selva: Palestina, Frontera Corozal y Lacanjá, quienes de manera libre han decidido proteger su entorno natural. Cabe mencionar que anualmente visitan la Casa Museo Na Bolom más de 30 mil personas que con su generoso donativo hacen del museo un proyecto autosustentable, amén de considerarse el museo más importante de la ciudad y el único que exhibe la colección etnográfica de la selva lacandona.

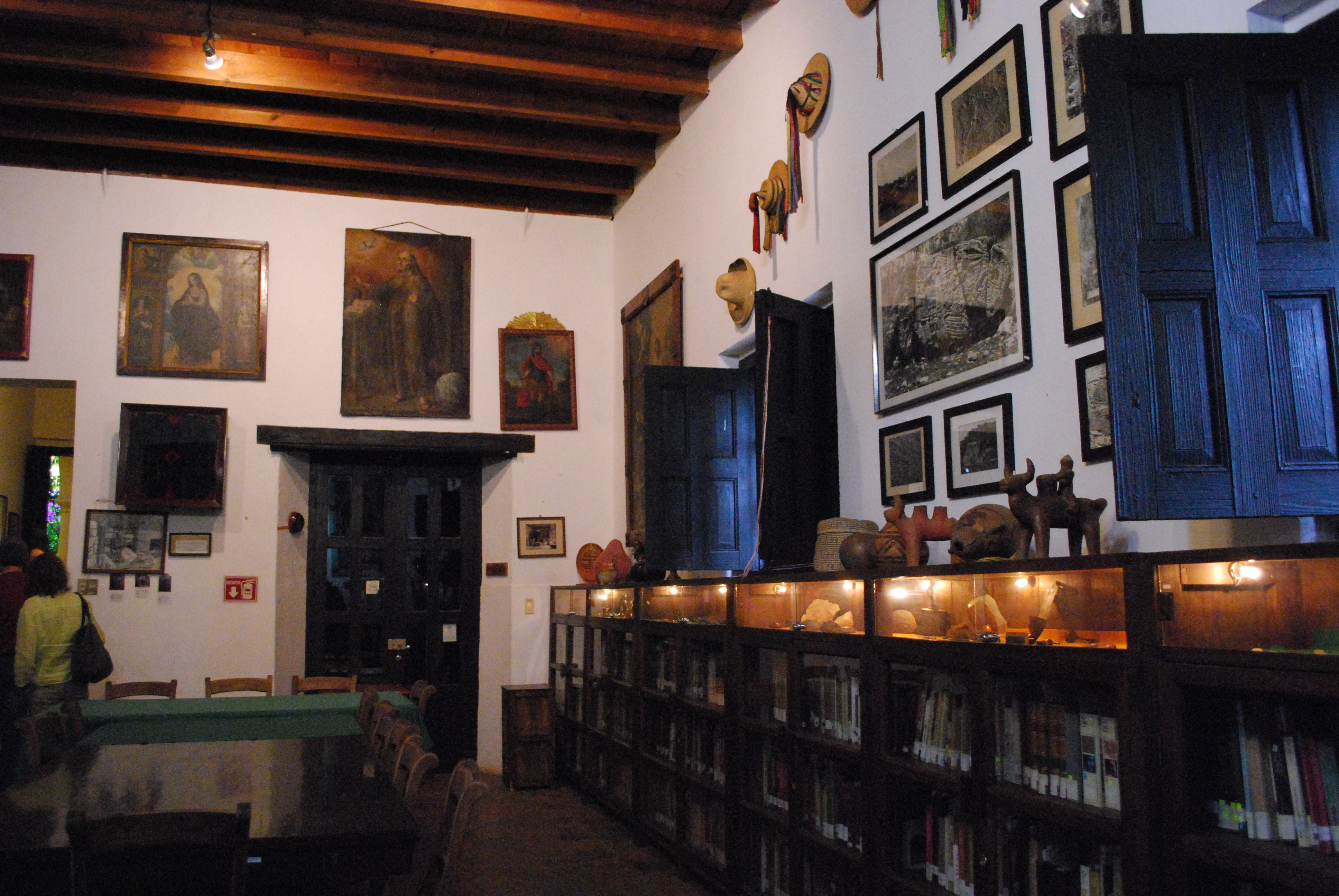
Biblioteca San Cristóbal en Na Bolom.

Los visitantes de Na Bolom no dejan de conocer la Biblioteca Fray Bartolomé de las Casas, que fue creada por Frans Blom con el mismo sentido de proveer a los investigadores con un fondo documental y bibliográfico especializado en Chiapas y la Cultura Maya. En este fondo está la colección más grande de planos de la zona entre los que están los trazos de las antiguas rutas de Chiapas.

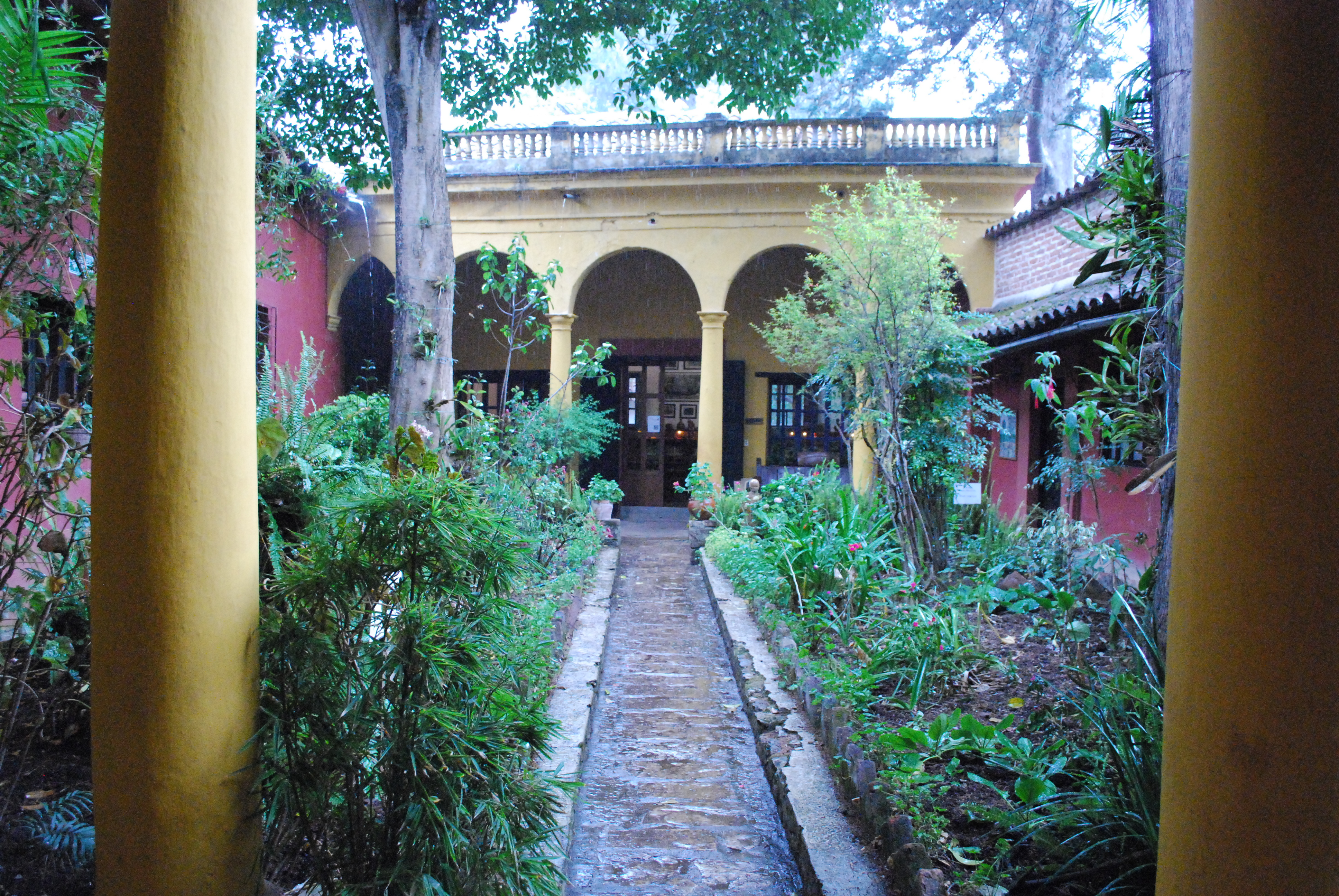
Jardín de Na Bolom.

El Jardín Vivero de Na Bolom es un bello pequeño bosque en el que los visitantes pueden apreciar la riqueza natural de los altos de Chiapas: ahí se han producido cada año cientos de miles de árboles para reforestar los altos de Chiapas en convenio con comunidades indígenas.
El hotel Na Bolom está considerado entre los más bellos de San Cristóbal. Cada habitación cuenta con una chimenea y sirvió para recibir a los huéspedes de Frans y Trudi que venían a investigar o conocer la zona. Entre los amigos de los Blom estuvieron hospedados con ellos Frida Kahlo, Diego Rivera, Raúl Anguiano, B. Traven y Alfonso Caso quien, a la muerte de Frans, presidió la Asociación. Las habitaciones del hotel Na Bolom están cada una decorada de acuerdo a una comunidad o paraje maya de Chiapas, por lo que es posible conocer en un recorrido por los cuartos la historia y riqueza artesanal de la zona.
Na Bolom se ha vuelto además un receptor de colecciones de fotografía y arte. El programa “artistas en residencia” enriquece cada año las paredes de la casa y ha recibido recientemente donaciones importantes como las fotografías de Marcey Jacobson y la pintura de Janet Marren, amigas entrañables de Trudi.
Na Bolom está constituido por un patronato de reconocidas personas del ámbito local, regional y nacional, que trabajan de manera altruista en pro de la cultura y medio ambiente de Chiapas y son quienes velan por el legado de nuestros fundadores así como también supervisan la transparencia de la ejecución de los recursos para los proyectos. La administración así como el mantenimiento de la asociación está financiada por los ingresos que provienen del hotel y restaurante, mientras que los proyectos, programas y eventos culturales se sustentan con apoyos de donadores particulares, ingresos propios, organizaciones, instituciones gubernamentales como el INDESOL, SEMARNAT, CNDI, y de fundaciones como han sido Steiner Foundation, American Express Foundation, Harvard University, Getty Institute, Embajadas de Suiza, Alemania, Dinamarca, Francia; Aid to Artisans, Fundación Merced-IMPULSO-Citygroup Foundation, Conservación Internacional, A.C.-USAID, entre otras.

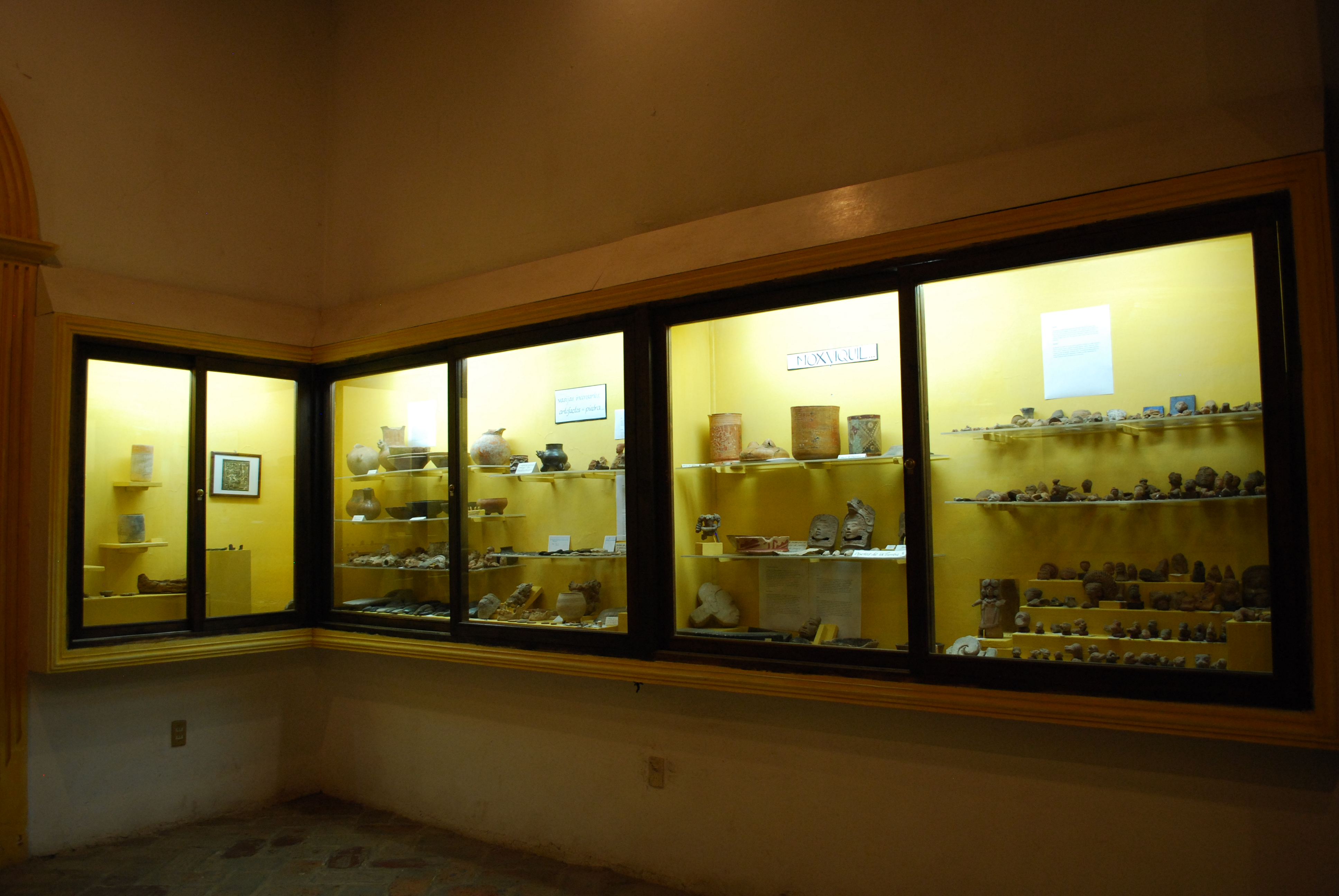
Exposición de piezas arqueológicas en el museo Na Bolom.

Entre las actividades que realiza la Asociación están la promoción del rescate de la arquitectura, del arte y la artesanía indígena así como de los pueblos de Chiapas. Se promueve la investigación en arqueología, etnografía, antropología, historia,  además de difundir los resultados de estas en publicaciones como son la revista Bolom, así como publicaciones de material de Frans Blom, Gertrude Duby y de otros autores propiedad de Na Bolom.
Recientemente la Asociación logró que el INAH recibiera recursos para recuperar el templo de Santo Domingo de Guzmán en San Cristóbal y adquirió la antigua Casa la Enseñanza para convertirla en museo de la ciudad.